# Liste der Kulturdenkmäler in Reichenbach-Steegen
In der Liste der Kulturdenkmäler in Reichenbach-Steegen sind alle Kulturdenkmäler der rheinland-pfälzischen Ortsgemeinde Reichenbach-Steegen einschließlich der Ortsteile Albersbach und Fockenberg-Limbach aufgeführt. Grundlage ist die Denkmalliste des Landes Rheinland-Pfalz (Stand: 21. Juli 2023).

## Einzeldenkmäler
| Bezeichnung                            | Lage                                                  | Baujahr                            | Beschreibung                                                                                         | Bild                                    |
| -------------------------------------- | ----------------------------------------------------- | ---------------------------------- | --- | --------------------------------------- |
| Hofanlage                              | Albersbach, Albersbacher Straße 45 Lage               | 1805                               | Einfirstanlage mit Torbogen, bezeichnet 1805                                                         | BW                                      |
| Wegekreuz                              | Fockenberg-Limbach, östlich des Ortes an der K 6 Lage | um 1900                            | Wegekreuz, um 1900                                                                                   | BW                                      |
| Wohnhaus                               | Reichenbach, Albersbacher Straße 1 Lage               | 1909                               | eineinhalbgeschossiges spätgründerzeitliches Wohnhaus, 1909                                          | BW                                      |
| Steinkreuz                             | Reichenbach, Hauptstraße                              | 1725                               | Steinkreuz, barock, bezeichnet 1725                                                                  | Direkt Bild zu diesem Denkmal hochladen |
| Wohnhaus                               | Reichenbach, Hauptstraße 72 Lage                      | 1909                               | eineinhalbgeschossiges spätgründerzeitliches Wohnhaus, 1909; siehe auch Albersbacher Straße 1        | BW                                      |
| Hofanlage                              | Reichenbach, Hauptstraße 94 Lage                      | Mitte des 19. Jahrhunderts         | Einfirstanlage, Mitte des 19. Jahrhunderts                                                           | BW                                      |
| Katholische Pfarrkirche Mariä Lichtmeß | Reichenbach, Hauptstraße 99 Lage                      | 1882/83                            | neugotischer Saalbau, 1882/83, Architekt Joseph Hoffmann                                             | BW                                      |
| Hofanlage                              | Reichenbach, Hauptstraße 102 Lage                     | 1708                               | barocke Einfirstanlage, bezeichnet 1708                                                              | BW                                      |
| Hofanlage                              | Reichenbach, Hauptstraße 109 Lage                     | um 1820/30                         | klassizistischer Dreiseithof, um 1820/30; Krüppelwalmdachbau, teilweise Fachwerk, Wirtschaftsgebäude | BW                                      |
| Protestantisches Pfarrhaus             | Reichenbach, Kirchstraße 1 Lage                       | 1826                               | eingeschossiger klassizistischer Walmdachbau, 1826                                                   | BW                                      |
| Protestantische Pfarrkirche            | Reichenbach, Kirchstraße 3 Lage                       | zweite Hälfte des 13. Jahrhunderts | frühgotischer Saalbau, zweite Hälfte des 13. Jahrhunderts                                            | BW                                      |
| Umspannturm                            | Reichenbachsteegen, Hauptstraße, neben Nr. 33 Lage    | 1920er Jahre                       | Umspannturm, neuklassizistisch, 1920er Jahre                                                         | BW                                      |